# Islas Frisias danesas
Islas Frisias danesas (en danés: Danske Vadehavsøer) son un grupo de islas en la costa oeste de Jutlandia, Dinamarca. Pertenecen a la nueva región de Dinamarca Meridional, desde el 1 de enero de 2007. Anteriormente pertenecían a los condados de Jutlandia Meridional y Ribe.
Las islas Frisias danesas se diferencian de las islas Frisias septentrionales alemanas debido a que no están habitadas por frisones.

## Islas
- Rømø
- Koresand
- Fanø
- Halligen: 
  - Jordsand
  - Langli
  - Mandø